# Campionato italiano di hockey su ghiaccio 1981-1982
Il Campionato italiano di hockey su ghiaccio 1981-82 è stata la 48ª edizione della manifestazione.

## Serie A

### Formazioni
Le squadre iscritte sono le otto delle ultime stagioni (HC Merano, Asiago Hockey, SG Cortina, HC Gardena, HC Bolzano, Alleghe Hockey, HC Brunico ed HC Valpellice) a cui si aggiunge, alla sua prima partecipazione nel massimo campionato, la formazione dell'HC Varese Mastini.

### Formula
Ancora una volta invece il torneo subisce una modifica e si ritorna a giocare un girone di qualificazione dove si affrontano tutte le squadre iscritte al torneo. Al termine di tale girone, le prime quattro classificate accedono ad un ulteriore girone dove si affronteranno per la conquista del titolo.

### Classifica

#### Girone finale
L'Hockey Club Bolzano vince il suo sesto scudetto.

Formazione Campione d'Italia: John Bellio – Bruno Bertiè – Ron Chipperfield – Hubert Gasser – Norbert Gasser – Manfred Gatscher – Mirko Janeselli – Bernhard Mair – Michael Mair – Gino Pasqualotto – Martin Pavlu – Norbert Prünster – Jakob Ramoser – Luciano Sbironi – Herbert Strohmair – Giorgio Tigliani – Moreno Trisorio. Allenatore: Jaroslav Pavlů.

### Classifica marcatori
| Squadra | Giocatore        | Punti | Gol | Assist |
| Bolzano | Ron Chipperfield | 128   | 78  | 50     |
| Merano  | Cary Farelli     | 118   | 52  | 66     |
| Asiago  | Tom Milani       | 111   | 60  | 51     |
| Asiago  | Tom Ross         | 111   | 55  | 56     |
| Merano  | Dan D'Alvise     | 110   | 45  | 65     |